# Saint-Laurent-du-Cros
Saint-Laurent-du-Cros es una comuna francesa situada en el departamento de Altos Alpes, en la región de Provenza-Alpes-Costa Azul.

## Demografía
| 456 | 412 | 351 | 320 | 332 | 421 | 562 |
| Para los censos de 1962 a 1999 la población legal corresponde a la población sin duplicidades (Fuente: INSEE [Consultar]) |     |     |     |     |     |     |